# 1.ᵉʳ distrito local de Baja California
El 1.er distrito electoral local de Baja California es uno de los 17 distritos electorales en los que se encuentra dividido el territorio del estado de Baja California. Su cabecera es Mexicali.
Desde la distritación de 2022, el distrito sufrió unas modificaciones pero manteniéndose en la zona del Valle de Mexicali. Está integrado por 105 secciones electorales principalmente ubicados al noreste del municipio de Mexicali.

## Distritaciones anteriores

### Distritación 1953
Originalmente, el 1.er distrito correspondió al municipio de Mexicali, al que ha pertenecido siempre.Su cobertura geográfica era la sección oeste de la, entonces pequeña, ciudad de Mexicali. 

### Distritación 2015
Desde el proceso de redistritación de 2015, tras las elecciones de 2019, estuvo situado en el municipio de Mexicali, específicamente la zona del Valle y Algodones.

## Diputados electos
| Legislatura | Diputado                           | Partido |
| ----------- | ---------------------------------- | ------- |
| I           | Samuel Ramos Díaz                  |         |
| II          | Roberto Mazón Noriega              |         |
| III         | Alfredo Aldrete Peláez             |         |
| IV          | Enriqueta Téllez Gutiérrez         |         |
| V           | María del Socorro Acosta de García |         |
| VI          | Ángel Quintana Silver              |         |
| VII         | Ángel Díaz Prado                   |         |
| VIII        | José Luis Andrade Ibarra           |         |
| IX          | Manuel Ruelas Jiménez              |         |
| X           | Eucario Zavala Álvarez             |         |
| XI          | Roque Campuzano Ponce              |         |
| XII         | Jesús Armando Hernández Montaño    |         |
| XIII        | Martina Montenegro Espinoza        |         |
| XIV         | Armando Martínez Gámez             |         |
| XV          | José Manuel Salcedo Sañudo         |         |
| XVI         | Juan Manuel Molina Rodríguez       |         |
| XVII        | Raquel Aviléz Muñoz                |         |
| XVIII       | Carlos Alberto Astorga Othón       |         |
| XIX         | Juan Manuel Molina García          |         |
| XX          | Víctor Hugo Navarro Gutiérrez      |         |
| XXI         | José Francisco Barraza Chiquete    |         |
| XXII        | Trinidad Vaca Chacón               |         |
| XXIII       | Juan Meléndrez Espinoza            |         |
| XXIV        | Manuel Guerrero Luna               |         |
| XXV         | Michelle Alejandra Tejeda Medina   |         |